# 价川再教育營
川再教育營，官方名稱為价川第一教化所（：／ Kaech'ŏn Cheilho Kyohwaso），位於朝鲜民主主義人民共和國平安南道价川市，是朝鲜境內的政治犯收容所之一。它不是价川集中營，而是位於价川集中營西北部20公里處。因不是勞改營，因此主要以對囚犯進行政治再教育為主，但仍備有一系列嚴酷的刑罰。